# Viridimicus impunctatus
Viridimicus impunctatus är en skalbaggsart som beskrevs av Jameson 1990. Viridimicus impunctatus ingår i släktet Viridimicus och familjen Rutelidae. Inga underarter finns listade i Catalogue of Life.